# Яценко Тамара Семенівна
Тама́ра Семе́нівна Яце́нко (2 травня1944 с. Драбівка Корсунь-Шевченківського району Черкаської області) — доктор психологічних наук, професор, дійсний член Національної Академії педагогічних наук України, з 1974 р. і по даний час завідувач кафедри психології (нині кафедра глибинної корекції і психолого-соціальної реабілітації) Черкаського національного університету імені Богдана Хмельницького.

## Освіта, службова кар'єра
У 1961 р. закінчила Корсунь-Шевченківське педагогічне училище, а в 1968 р. — фізико-математичний факультет Черкаського педагогічного інституту (з відзнакою). У 1972 р. — захистила кандидатську дисертацію. Тоді ж розпочала трудовий шлях як викладач Черкаського педагогічного інституту, від 1974 р. і донині очолює кафедру психології (нині практичної психології) названого ВНЗ (нині — Черкаський національний університет ім. Б. Хмельницького). У 1989 р. — захистила докторську дисертацію на тему «Активно-психологічна підготовка учителя до спілкування з учнями», через два роки отримала вчене звання професора. Упродовж 2002—2005 рр. — декан психологічного факультету ЧНУ, з грудня 2005 р. до 2014 року — професор Кримського гуманітарного університету та директор Центру глибинної психології НАПН України при РВНЗ КГУ (м. Ялта). З 2014 року працює в Черкаському національному університеті ім. Б. Хмельницького.

## Наукові досягнення
Наукові здобутки та відкриття пов'язані з: розробкою проблем глибинної психології в психодинамічній парадигмі. Становлення цієї теорії й практики бере початок від 1978 р. Декілька років було присвячено стажуванню вченої в галузі групової психотерапії та соціотренінгової практики (СПТ) в Москві та Польщі. Від 1980 року — стала членом міжнародної тренінгової асоціації у Нью-Йорку. Впродовж 22 років була членом Вищої атестаційної колегії МОН України та членом ДАК. Автор понад як 300 наукових праць. Розробник психодинамічної теорії та методології глибинного пізнання психіки в професійній підготовці майбутніх психологів. Засновник наукової школи глибинної психокорекції. За розробленою Т. С. Яценко психодинамічною теорією захищено 3 докторські та 40 кандидатських дисертацій.
Десятиліття була членом вчених Рад по захисту кандидатських та докторських дисертацій у м. Києві — Інституті психології та НДІ психології імені Г. С. Костюка НАПН України, членом Бюро відділення психології, вікової фізіології та дефектології НАПН України. Є членом міжвідомчої Ради з координації тем наукових досліджень при НАПН України, експерт секції педагогіки, психології, проблем молоді та спорту Наукової ради МОН.Входить до редакційних колегій багатьох наукових видань в Україні.

## Відзнаки та нагороди
- Заслужений працівник народної освіти України (1996 р.)
- Відмінник освіти України (1999 р.)
- Орден княгині Ольги ІІІ ступеня (2001 р.)
- Знак «За наукові досягнення» (2006 р.)
- Медаль «Ушинський К. Д.» (2009 р.)
- Медаль «Григорій Сковорода» (2014 р.).
- Неодноразово була представлена серед імен наукової еліти України, визначних жінок України і суспільних діячів (у * спеціалізованих державних виданнях).

## Основні праці

### Монографії та посібники
- Социально-психологическое обучение в подготовке будущих учителей. — Київ: Вища школа, 1987. — 110 с.
- Психологічні основи групової психокорекції: навч. посібн. / Т. С. Яценко. — Київ: Либідь, 1996. — 264 с.
- Психоаналитическая интерпретация комплекса тематических психорисунков (глубиннопсихологический аспект) / Т. С. Яценко та ін. — М.: СИП РИА, 2000. — 193 с.
- Активное соціально-психологическое обучение: теорія, пооцесс, практика: учебное пособие / Т. С. Яценко. — Хмельницкий: Изд. НАПВУ; Москва: СИП РИА, 2002. — 792 с.
- Малюнок у психокорекцій ній роботі психолога-практика [на матеріалі психоаналізу комплексу тематичних малюнків] / Т. С. Яценко. — Черкаси: Брама, 2003. — 216 с.
- Теорія і практика групової психокорекції: Активне соціально-психологічне навчання: навч. посібник. — К. : Вища школа, 2004. — 679 с.
- Основи глибинної психокорекції: феноменологія, теорія і практика / Т. С. Яценко — Київ: Вища школа, 2006. — 382 с.
- Концептуальні засади і методика глибинної психокорекції: Підготовка психолога-практика / Т. Яценко, Б. Іваненко, С. Аврамченко, І. Євтушенко [та ін.]. — Київ: Вища шк., 2008. –342 с.
- Глубинная коррекция: теория и практика: учеб. пособ. / Т. С. Яценко, О. В. Глузман. — Днепропетровск: Инновация, 2014. — 524 с.
- Динамика развития глубиной психокоррекции: теория и практика. — Днепропетровск: Инновация, 2015. — 567 с.

### Статті
- Yacenko T. Dynamics of profoundcognition of mind / T. Yacenko // American Jourrnal of Fundamental, Applied and Fundamental Research. — 2016. — № 1. — Р. 69-75.
- Yacenko T. The issue of complementarity principle in deep cognition of the psyche / Т. Yacenko // Наука і освіта. — № 9. — 2016. — С. 9–16.
- Yacenko T. The phenomenon of «implicit order» of in-depth cognition of the psyche [Електронний ресурс]/ Т. Yacenko // Технології розвитку інтелекту. — Т.2 № 5 (16) — 2017. — Режим доступу: http://www.psytir.org.ua/ [Архівовано 3 червня 2017 у Wayback Machine.] /technology_intelle…/issue/current

- Яценко Тамара Семенівна // Науковий потенціал України: київський літопис. — Київ, 2009 . — С.15.
- Яценко Тамара Семенівна // Науково освітній потенціал України. Кн. 3. — Київ, 2013. — С. 228.
- Яценко Тамара Семенівна академік НАПН України // Національна академія педагогічних наук України: Україна наукова. — Київ, 2010. — С. 99.
- Яценко Тамара Семенівна // Науковці України: еліта держави. — Київ, 2010. — С. 237.
- Яценко Тамара Семенівна // Хто є в Україні. — Київ, 2000. — С. 566.
- Яценко Тамара Семенівна // Хто є в Україні. — Київ, 2007. — С. 1127.
- Науково-дослідний центр глибинної психології НАПН України при РВНЗ «КГУ» м. Ялта // Київський літопис століття: Україні незалежній 20. — Київ, 2011. — С. 153.